# Eumecia
Eumecia — рід сцинкоподібних ящірок родини сцинкових (Scincidae). Представники цього роду мешкають в Африці на південь від Сахари.

## Види
Рід Eumecia нараховує 2 види:
- Eumecia anchietae Bocage, 1870
- Eumecia johnstoni (Boulenger, 1897)